# Eleven Men in Flight FC
L'Eleven Men in Flight FC és un club swazi de futbol de la ciutat de Siteki.

## Palmarès
- Lliga swazi de futbol:[4]

1994, 1996
- Copa swazi de futbol:[5]

1993, 2001
- Charity Cup swazi de futbol:[5]

1996
- Challenge Cup swazi de futbol:[5]

1993, 1996, 2001